# Liste der Kulturdenkmale in Bockau

Wappen von Bockau

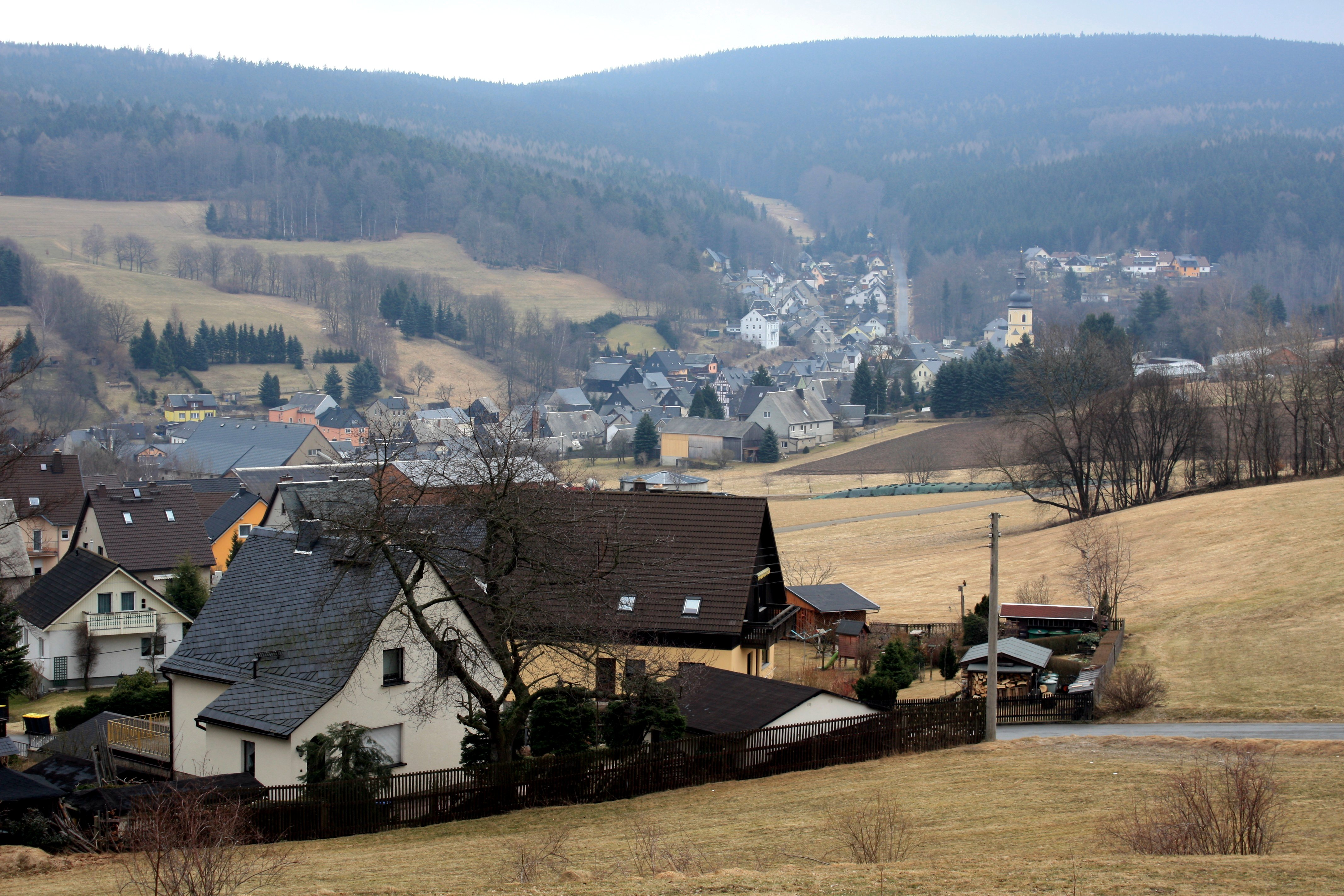
Blick über das obere Bockau

Die Liste der Kulturdenkmale in Bockau enthält die Kulturdenkmale in Bockau.
Diese Liste ist eine Teilliste der Liste der Kulturdenkmale in Sachsen.

## Legende
- Bild: Bild des Kulturdenkmals, ggf. zusätzlich mit einem Link zu weiteren Fotos des Kulturdenkmals im Medienarchiv Wikimedia Commons. Wenn man auf das Kamerasymbol klickt, können Fotos zu Kulturdenkmalen aus dieser Liste hochgeladen werden:
- Bezeichnung: Denkmalgeschützte Objekte und ggf. Bauwerksname des Kulturdenkmals
- Lage: Straßenname und Hausnummer oder Flurstücknummer des Kulturdenkmals. Die Grundsortierung der Liste erfolgt nach dieser Adresse. Der Link (Karte) führt zu verschiedenen Kartendiensten mit der Position des Kulturdenkmals. Fehlt dieser Link, wurden die Koordinaten noch nicht eingetragen. Sind diese bekannt, können sie über ein Tool mit einer Kartenansicht einfach nachgetragen werden. In dieser Kartenansicht sind Kulturdenkmale ohne Koordinaten mit einem roten bzw. orangen Marker dargestellt und können durch Verschieben auf die richtige Position in der Karte mit Koordinaten versehen werden. Kulturdenkmale ohne Bild sind an einem blauen bzw. roten Marker erkennbar.
- Datierung: Baubeginn, Fertigstellung, Datum der Erstnennung oder grobe zeitliche Einordnung entsprechend des Eintrags in der sächsischen Denkmaldatenbank
- Beschreibung: Kurzcharakteristik des Kulturdenkmals entsprechend des Eintrags in der sächsischen Denkmaldatenbank, ggf. ergänzt durch die dort nur selten veröffentlichten Erfassungstexte oder zusätzliche Informationen
- ID: Vom Landesamt für Denkmalpflege Sachsen vergebene, das Kulturdenkmal eindeutig identifizierende Objekt-Nummer. Der Link führt zum PDF-Denkmaldokument des Landesamtes für Denkmalpflege Sachsen. Bei ehemaligen Kulturdenkmalen können die Objektnummern unbekannt sein und deshalb fehlen bzw. die Links von aus der Datenbank entfernten Objektnummern ins Leere führen. Ein ggf. vorhandenes Icon  führt zu den Angaben des Kulturdenkmals bei Wikidata.

## Bockau
| Bild                                    | Bezeichnung | Lage                                                                  | Datierung                                   | Beschreibung | ID       |
| --------------------------------------- | --- | --------------------------------------------------------------------- | ------------------------------------------- | --- | -------- |
| Direkt Bild zu diesem Denkmal hochladen | Halde des Stollns Oberer Bär | (Flurstück 991/17) (Karte)                                            | 19. Jahrhundert                             | Zeugnis des Altbergbaus mit technikhistorischer und ortsgeschichtlicher Relevanz | 08958622 |
| Direkt Bild zu diesem Denkmal hochladen | Terrassenmauern und Hufenbegrenzungen aus Lesesteinen | (Flurstücke 108/7, 114, 115, 117, 118, 119, 120b, 380/7) (Karte)      | 19. Jahrhundert oder älter                  | Geschichtliche und landschaftsprägende Bedeutung | 08959309 |
| Direkt Bild zu diesem Denkmal hochladen | Terrasse | (Flurstücke 270, 272, 274, 281, 282, 283, 284, 285, 287, 297) (Karte) | 19. Jahrhundert oder älter                  | Von geschichtlicher und landschaftsprägender Bedeutung | 08959315 |
| Direkt Bild zu diesem Denkmal hochladen | Terrassen mit Stützmauern | (Karte)                                                               | 19. Jahrhundert oder älter                  | Von geschichtlicher und landschaftsprägender Bedeutung. | 08959311 |
| Direkt Bild zu diesem Denkmal hochladen | Haldenkranz und ehemaliger Schacht des Tageschachts Dorothea | (Karte)                                                               | 18. Jahrhundert                             | Zeugnisse des Altbergbaus mit ortsgeschichtlicher Bedeutung, Kegelförmige Kleinhalden, Stumpfkegelhalde mit Schacht als Trichter | 08958624 |
| Direkt Bild zu diesem Denkmal hochladen | Mundloch des Adolph-Beyer-Stollns | (Karte)                                                               | 1895 und älter                              | Teil der Trinkwassergewinnungsanlage Aue, ehemaliger Bergwerkstolln, als Zeugnis des Altbergbaus von wasserbautechnischer und lokalhistorischer Bedeutung, 800 Meter langer, elliptisch gemauerter Stollen (aus Ziegel), vorgelagert kleine Ziegltonne mit ausgebrochenem Mundloch aus Bruchsteinmauerwerk mit Flankenmauern gleichen Materials, zusammenhängend mit Wasserhaus Aue. | 08958620 |
| Direkt Bild zu diesem Denkmal hochladen | Straßenbrücke über den Sosabach, mit reguliertem Bachbett | (Karte)                                                               | bezeichnet 1905 (Brücke)                    | Steinbogenbrücke, wassertechnische und verkehrsgeschichtliches Zeugnisse mit baugeschichtlichem Wert, Einbogige Granitquaderbrücke über den Sosaer Bach, mit Bezeichnung im Keilstein, Bachbett und Kaskade mit Granitquadern reguliert und teilweise aus gewachsenem Granit geschnitten. | 08958615 |
| Direkt Bild zu diesem Denkmal hochladen | Versorgungsteich | (Karte)                                                               | 19. Jahrhundert oder älter                  | Von geschichtlicher und landschaftsprägender Bedeutung. | 08959314 |
| Direkt Bild zu diesem Denkmal hochladen | Rainlinie | (Karte)                                                               | 19. Jahrhundert oder älter                  | Hufenbegrenzungen, von geschichtlicher und landschaftsprägender Bedeutung. | 08959312 |
| Direkt Bild zu diesem Denkmal hochladen | Gedenkstein für Ernst Teubner | (Karte)                                                               | nach 1930                                   | Einfaches Denkmal für Oberforstwart Ernst Teubner, mit ortshistorischer Bedeutung. Grob behauener Granitstein mit geschwärzter Inschrift: „Ernst Teubner/ Oberforstwart/ 1.IV.1907-21.XI.1930“ | 08958617 |
| Direkt Bild zu diesem Denkmal hochladen | Wegestein | (Karte)                                                               | 19. Jh. (Wegestein)                         | schlichtes Zeugnis mit verkehrshistorischem Wert | 08958619 |
| Direkt Bild zu diesem Denkmal hochladen | Straßenbrücke über den Sosabach | (Karte)                                                               | 18. Jahrhundert                             | Steinbogenbrücke, einfaches baugeschichtliches Zeugnis mit verkehrshistorischem Wert, Einbogige Überbrückung aus rosa Granitquadern, schwach ausgearbeitete Keilsteine | 08958614 |
|                                         | Gedenkstein für Richard Maucke | Bärensäureweg (Karte)                                                 | nach 1933                                   | Einfaches Denkmal zur Erinnerung an Forstmeister Richard Maucke, mit ortshistorischem Wert. Grob geglätteter Granitmonolith in einer Wegkurve, Inschrift: „Richard Maucke / Forstmeister / 1.11.1919–31.5.1933“, linke obere Ecke abgebrochen. | 08958611 |
| Direkt Bild zu diesem Denkmal hochladen | Halde des Stollns „Tiefer Bär“ | (Karte)                                                               | 1. Hälfte 19. Jahrhundert                   | Zeugnis des Altbergbaus mit technikgeschichtlicher und ortsgeschichtlicher Bedeutung. Abraumhalde als einfache Hangschüttung ohne befestigten Fuß. | 08958621 |
| Weitere Bilder                          | Gedenkstein | (Karte)                                                               | 1889                                        | Zum 800-jährigen Regierungsjubiläum der Dynastie der Wettiner, grob behauener Granitblock mit Inschrift, Zeugnis mit landesgeschichtlicher Bedeutung. Unbehauener Granitmonolith mit Inschrift: „1089. 1889. H. A. Wettin“, Maße: 1,10 m Höhe, 1,20 m Breite, 0,60 m Tiefe, Stein hat sich gesenkt, so dass Inschrift heute nicht mehr vollständig lesbar ist | 08958618 |
| Direkt Bild zu diesem Denkmal hochladen | Mord- und Sühnestein für Johann John | (Karte)                                                               | 1828 (Kreuzstein)                           | Einfacher Gedenkstein zur Erinnerung an den hier ermordeten Forstgehilfen Johann John, mit ortshistorischer Bedeutung. Zirka 1,50 m hoher Granitstein, oben abgeschrägt, geschwärzte Inschrift und Kreuz: „Hier endete am 28. März 1828 d. Forstgehilfe Johann John durch Mörder“. | 08958616 |
| Direkt Bild zu diesem Denkmal hochladen | Rösche, Halde und Mundloch des Friede Gottes Stollns | (Karte)                                                               | ab 1787                                     | Als ehemalige Zwitter-Bleiglanz- und Arsenkiesgrube Zeugnis des Altbergbaus mit technikgeschichtlicher und ortsgeschichtlicher Relevanz. In tiefem Bergeinschnitt aufgewältigtes Stollenmundloch und Stollen, Mundloch rundbogig aus Bruchsteinmauerwerk, Schlussstein aus Granit („Friede Gottes Stollen 1993“), neues Gitter mit Schlägel und Eisen und sächsischem Wappen, vorgelagerte Halde als Hangschüttung mit originaler Abzugsrösche am Haldenfuß. | 08958623 |
| Direkt Bild zu diesem Denkmal hochladen | Bergbauliche Anlage mit allen erhaltenen Teilen wie Hauptschacht, Schürfgräben, Trichter, Halden und Maßensteinen                                                                   | (Karte)                                                               | 17. Jahrhundert (Bergbauanlage)             | Zeugnis des historischen Erzbergbaus der Region, Hauptfeld auf der Gemarkung Lauter (Objekt 09238617), bergbaugeschichtlich von Bedeutung. Zwei nicht voneinander abgrenzbare Grubenfelder, bewegtes Geländeprofil im Forstgebiet mit Gräben, Trichtern und Halden, Maßensteine St. Margaretha zum Teil neu (Maßensteine grenzen eine Grube bzw. einen Stolln von benachbarten ab). | 09306260 |
| Direkt Bild zu diesem Denkmal hochladen | Fünf Terrassen | (Karte)                                                               | 19. Jahrhundert oder älter                  | Von geschichtlicher und landschaftsprägender Bedeutung. Gehörten zu einem Gut, dessen Besitzer Reuter hieß. | 08959310 |
| Direkt Bild zu diesem Denkmal hochladen | Denkmal für H. B. Richter | (Karte)                                                               | nach 1898                                   | Gedenkpyramide mit lokalgeschichtlicher Qualität. Zirka 3 m hohe Pyramide aus Granitbruchstein, eingearbeitete Tafel beschriftet mit: „H.B. Richter 1865–1898“ | 08958609 |
| Direkt Bild zu diesem Denkmal hochladen | Rainlinie | (Karte)                                                               | 19. Jahrhundert oder älter                  | Hufenbegrenzungen, von geschichtlicher und landschaftsprägender Bedeutung. | 08959313 |
| Direkt Bild zu diesem Denkmal hochladen | Halden- und Bingengebiet eines Bergbau-Seifengebiets (Zinnerzbergbau) | (Karte)                                                               | 17./18. Jahrhundert                         | Großflächiges Zeugnis des Altbergbaus, singulär im Gemeindegebiet, mit ortsgeschichtlicher und technikgeschichtlicher Relevanz. Durch historischen Seiffenabbau veränderte Topographie um den Bachlauf des Stinkebachs. | 08958626 |
| Direkt Bild zu diesem Denkmal hochladen | Binge und Halde einer ehemaligen Kaolin-Fundgrube sowie Rainstein | (Karte)                                                               | vor 1734                                    | Zeugnisse des lokalen Altbergbaus, mit ortshistorischer und technikgeschichtlicher Bedeutung. Kaolin-Fundgrube als Konkurrenz zur privilegierten Weiße Erden Zeche Aue auf kurfürstliches Dekret hin 1734 geschlossen, unregelmäßige Halde als Hangschüttung vor dem heute verbrochenen Mundloch, mehrere zum Teil tiefe Bingen im ehemaligen Stollenverlauf, unmittelbar an langgezogener Binge auf ehemaligen Stollenverlauf einfacher Granit-Rainstein, oben abgerundet und mit eingeschlagener „1“, Rückseite eingewachsen. | 08958625 |
| Weitere Bilder                          | Empfangsgebäude, Güterschuppen und Nebengebäude eines ehemaligen Bahnhofs | Am Bahnhof 1 (Karte)                                                  | Ende 19. Jahrhundert (Empfangsgebäude)      | Zeugnisse mit verkehrsgeschichtlicher Bedeutung. - Bahnhofsgebäude: zweigeschossiger Putz-Typenbau über Granitsockel, Fenstergewände aus Sandstein, im Erdgeschoss bauzeitliche Fenster, - Wartehallenvorbau an Bahndammseite, flachgeneigtes Satteldach im Schweizerstil mit gesägten Sparrenköpfen und weitem Überstand, im Innern aufwendig dekorierte Gusseisensäulen, - Frachtschuppen: eingeschossiger Baukörper, teils preußisches Fachwerk, teils massiv, verputzt und zum Teil verkleidet, flachgeneigtes Satteldach, - Nebengebäude: kleiner Schuppen (in Formen, die dem Hauptgebäude entsprechen)                                                | 08958613 |
|                                         | Nebengebäude (zu Nr. 13) und Scheune (zu Nr. 2) einer ehemaligen Vitriolölhütte (Wohnhaus der Hütte 2003 abgebrochen)                                                               | Auer Weg 2; 13                                                        | 1. Hälfte 19. Jh. oder älter (Nebengebäude) | im Kreisgebiet singulärer Gebäudekomplex einer Vitriolölbrennerei, mit hoher technikhistorischer und ortsgeschichtlicher Qualität | 08958596 |
| Direkt Bild zu diesem Denkmal hochladen | Wohnhaus mit rückwärtigem Anbau | Auer Weg 5 (Karte)                                                    | Anfang 19. Jahrhundert                      | Obergeschoss verschiefert, ehemals zur Vitriol-Hütte gehörendes Gebäude, Teil der alten Ortsstruktur, mit bauhistorischer Bedeutung. - Erdgeschoss massiv, zum Teil mit Granit-Fenstergewänden, Obergeschoss Fachwerk verschiefert, Fenster in originaler Größe, Giebel dekorativ verschiefert und mit großer Bergetür, verschiefertes Satteldach, - Scheunenanbau: Fachwerk, verbrettert, Schuppen: hinter Bruchsteinmauerwerk Fachwerk, verbrettert, Pultdach | 08958594 |
| Direkt Bild zu diesem Denkmal hochladen | Wohnhaus mit rückwärtigem Anbau | Auer Weg 9 (Karte)                                                    | bezeichnet 1820                             | Obergeschoss Fachwerk verschiefert, Bestandteil der alten Ortsstruktur, mit bauhistorischer Qualität. - Erdgeschoss massiv und stark saniert, steinerner Türstock mit bezeichnetem Keilstein und bauzeitlicher Haustür, Obergeschoss Fachwerk, dekorativ verschiefert, Fenster in historischer Größe, Giebel verschiefert, Satteldach, - Anbau: Erdgeschoss im Hang massiv, Obergeschoss verbrettert, Satteldach | 08958595 |
| Weitere Bilder                          | Straßenbrücke über die Zwickauer Mulde, den Floßgraben und eine Bahnlinie | Bahnhofstraße (Karte)                                                 | 2. Hälfte 19. Jahrhundert                   | Steinbogenbrücke in mächtiger Konstruktion, technisches Denkmal mit verkehrsgeschichtlicher und ortsbildprägender Relevanz. Brücke liegt in den Gemeinden Bockau und Zschorlau (siehe auch Objekt 08958583), dreibogige, hohe Steinbogenbrücke aus rosa Granitquadern, Kämpferpunkte mit Stahlträgern provisorisch ertüchtigt, einfaches Geländer aus Metall und Brückenkrone nicht bauzeitlich. Die denkmalgeschützte Brücke wurde im Jahr 2018 abgerissen und durch einen Neubau ersetzt. | 09306084 |
| Direkt Bild zu diesem Denkmal hochladen | Gedenkstein | Gemeindeplatz 6 (vor) (Karte)                                         | 1913                                        | Zum hundertjährigen Jubiläum der Leipziger Völkerschlacht von 1813, Denkmal mit landesgeschichtlicher Bedeutung. Auf dem Gemeindeplatz unter einer Eiche: einfacher Granitstein in Form eines Pyramidenstumpfes, mit eingearbeiteter Beschriftung: „18. X. 1813–1913“ | 08958612 |
| Direkt Bild zu diesem Denkmal hochladen | Wohnhaus | Hauptstraße 10 (Karte)                                                | bezeichnet 1732                             | Obergeschoss Fachwerk verputzt, Granit-Türstock, Bestandteil der historischen Dorfstruktur mit bauhistorischer Qualität. Erdgeschoss massiv, Fenster vergrößert, Granit-Türstock mit Ohrung und Keilstein (bezeichnet „ANNO 1732“ und Monogramm), vergittertes Oberlicht, Obergeschoss Fachwerk verputzt, mit vergrößerten, zum Teil gedoppelten Fenstern, profilierte Traufe, Giebel verschiefert, Schiefersatteldach mit stehenden Dachgaupen. | 08958590 |
| Direkt Bild zu diesem Denkmal hochladen | Wohnhaus (ohne hinteren Anbau) | Hauptstraße 12 (Karte)                                                | Anfang 18. Jahrhundert                      | Obergeschoss verputztes Fachwerk, stattlicher Bestandteil der alten Dorfstruktur, mit aufwendigem Türstock (singulär im Gemeindegebiet), baugeschichtlich von Bedeutung. Erdgeschoss massiv, durch Ladeneinbau beeinträchtigt, Fenster zum Teil bauzeitlich, mit Granitgewänden und Holzläden, reicher steinerner Türstock mit Ohrung, Keilstein und barocker Verdachung, im Keilstein Relief von Anker, Merkurstab und Lorbeerzweig, historische Hausnummer „No. 135“, Obergeschoss verputztes Fachwerk, verblattet, Fenster leicht vergrößert, profilierte Traufe und Schwelle, verkleidete Giebel, Satteldach mit Dachhecht.                              | 08958587 |
|                                         | Wohnhaus, ehemals Mühle | Hauptstraße 36 (Karte)                                                | um 1800                                     | Obergeschoss Fachwerk verputzt, stattliches Zeugnis des historischen Dorfhandwerks, mit baugeschichtlichem und ortsgeschichtlichem Wert. Erdgeschoss massiv und verputzt, gerader Türstock mit Keilstein aus Granit, zum Teil Fenstergewände aus Granit und vergittert, Obergeschoss Fachwerk verputzt, mit Fenster in historischer Größe, Giebelwand und -feld verschiefert, Satteldach. | 08958585 |
| Direkt Bild zu diesem Denkmal hochladen | Halde des Wismut-Erkundungsbergbaus „Schurf 6“ | Lauterer Straße 16 (hinter) (Karte)                                   | um 1950                                     | Zeugnis der jüngsten Bergbaugeschichte mit technikgeschichtlichem und ortsgeschichtlichem sowie ortsbildprägendem Wert. Flache Hangschüttung, zum Teil begrünt. | 08958593 |
| Direkt Bild zu diesem Denkmal hochladen | Wohnhaus und daran angebautes Seitengebäude eines Bauernhofes | Lutherstraße 15 (Karte)                                               | bezeichnet 1719                             | Obergeschoss Fachwerk mit K-Streben, Granit-Türstock mit Ohrung, stattlicher Bestandteil der historischen Ortsstruktur, als ältester Fachwerkbau der Gemeinde mit hoher bauhistorischer Relevanz. - Wohnhaus: Erdgeschoss massiv, zum Teil verändert, im Rähm Blattsassen eines ehemaligen Umgebindes, Fenstergewände aus Granit, Türstock mit Ohrung, Keilstein (bezeichnet „ANNO 1719 J.M.K.M.“) und Oberlicht, Obergeschoss Fachwerk mit K-Streben, profilierte Schwelle mit Konsolen, Giebel verkleidet, - Nebengebäude: verputzter Massivbau mit Granit-Fenstergewänden und moderner Garageneinfahrt, Giebelfläche in Fachwerk, verblattet, Satteldach. | 08958599 |
| Direkt Bild zu diesem Denkmal hochladen | Seitengebäude eines Bauernhofes | Lutherstraße 17 (Karte)                                               | 1. Hälfte 19. Jahrhundert                   | Obergeschoss Fachwerk, einziger denkmalrelevanter Bestandteil eines Bauernhofes, von bauhistorischer Qualität. Über Bruchsteinmauerwerk-Erdgeschoss mit Rundbogentür, Obergeschoss aus Fachwerk, mit Lehmstaken ausgefacht, im hinteren Teil mit Ziegeln, Satteldach. | 08958600 |
| Direkt Bild zu diesem Denkmal hochladen | Häuslerhaus | Lutherstraße 20 (Karte)                                               | 1. Hälfte 19. Jahrhundert                   | Ortstypisches Beispiel dörflicher Fachwerkbauweise, mit bauhistorischer Relevanz. Erdgeschoss massiv, Fenster in hölzernen Gewänden und hölzernen Schlagläden, bauzeitliche Haustür mit Oberlicht, Obergeschoss Fachwerk, verputzt, Fenster in historischer Größe, profilierte Traufe, hinten am Haus Anbau einer Abseite, Giebel verkleidet. | 08958607 |
| Direkt Bild zu diesem Denkmal hochladen | Wohnhaus | Lutherstraße 24 (Karte)                                               | 18. Jahrhundert                             | Obergeschoss Fachwerk verputzt, Granit-Türstock, ortstypisches Beispiel dörflicher Fachwerkbauweise, mit bauhistorischer Relevanz. Erdgeschoss massiv, Fenster leicht vergrößert, mit Klappläden, gerader Türstock aus Granit mit Ohrung, Keilstein und Oberlicht, Obergeschoss Fachwerk verputzt, ortstypische Bergeluke über Eingang, historische Fenster, breite profilierte Traufe, Giebel verschiefert, Schiefersatteldach mit weich gedeckter stehender Dachgaupe. | 08958606 |
| Direkt Bild zu diesem Denkmal hochladen | Gasthof | Lutherstraße 25 (Karte)                                               | 18. Jahrhundert                             | Obergeschoss Fachwerk, aufwendiger Granit-Türstock, mächtiger Bestandteil der alten Dorfstruktur, mit baugeschichtlicher und ortsgeschichtlicher Bedeutung. Erdgeschoss massiv, Granit-Fenstergewände, Türstock aus Granit, in Stichbogenform, mit Keilstein, Obergeschoss Fachwerk heute unter aufgebrettertem Zierfachwerk verborgen, schieferverkleidetes Dachhaus, seitlich stehende Dachgaupen im Krüppelwalmdach. | 08958608 |
| Weitere Bilder                          | Kriegerdenkmal für die Gefallenen des deutsch-französischen Krieges 1870/1871 und Kriegerdenkmal für die Gefallenen des 1. Weltkrieges, umgeben von einem Ehrenhain mit Einfriedung | Schneeberger Straße 47 (gegenüber) (Karte)                            | nach 1871                                   | Ortsgeschichtlich von Bedeutung. In gärtnerisch neugestalteter Ehrenhainanlage drei Einzelmonumente: - Kalksteinobelisk mit klassizistischen Eckakroterien mit Eisernem Kreuz in Eichenlaub auf Schaft, Gedenkinschrift für Gefallene im Krieg 1866 und zwei Gefallene 1870, - Halbrunder Granitstein für Bockauer Freiwillige Sanitätskolonne mit Relief eines Eisernen und Roten Kreuzes, - Grob behauener Granitmonolith mit Inschrift: „Den Opfern der Weltkriege und der Gewaltherrschaft“, Einfriedung: Jugendstil-Metallzaun auf Granitsockel, mit Granitpfeilern.                                                                                    | 08958589 |
| Direkt Bild zu diesem Denkmal hochladen | Wohnstallhaus eines Bauernhofes, mit Heiste | Schneeberger Straße 57 (Karte)                                        | 2. Hälfte 19. Jahrhundert                   | Obergeschoss Fachwerk verkleidet, Teil der alten Dorfstruktur, mit bauhistorischer Bedeutung. Erdgeschoss massiv, steinerne Fenstergewände, Haustür erneuert, Obergeschoss Fachwerk verkleidet, Fenster in historischer Größe, Satteldach mit stehenden Dachgaupen, hohe Heiste aus Granitquadern. | 08958588 |
| Direkt Bild zu diesem Denkmal hochladen | Wohnhaus eines Bauernhofes, mit Stützmauer | Schneeberger Straße 59 (Karte)                                        | 1. Hälfte 19. Jahrhundert                   | Fachwerkgebäude im dörflichen Kontext, mit bauhistorischer Bedeutung. Erdgeschoss massiv, Fenster mit Putzfaschen leicht vergrößert, Obergeschoss Fachwerk verbrettert, Fenster in historischer Größe, Giebel verkleidet, verschiefertes Satteldach, profilierter Rähm. | 08958591 |
| Weitere Bilder                          | Kirche (mit Ausstattung) und Kirchhof mit Aufbahrungshalle, Torbogen und Einfriedung                                                                                                | Sosaer Straße (Karte)                                                 | ab 1429                                     | Gotische Saalkirche mit polygonalem Chorschluss und barockem Westturm, wesentliche Bestandteile der Dorfstruktur, mit bauhistorischer, baukünstlerischer und ortsgeschichtlicher Relevanz. - Kirche, Torbogen: mit rundbogiger Öffnung, verputzt, - Parentationshalle: eingeschossiger Rechteckbau, verputzt, profilierter Rähm, Walmdach, - Einfriedung: als Lattenzaun zwischen Granitpfosten. | 08958605 |
| Weitere Bilder                          | Pfarrhaus | Sosaer Straße 4 (Karte)                                               | 1. Hälfte 18. Jahrhundert                   | Obergeschoss Fachwerk verschiefert, Granit-Türstock, mächtiges Fachwerkgebäude, Teil der alten Ortsstruktur, von baugeschichtlicher und ortsgeschichtlicher Bedeutung. Erdgeschoss massiv, in Giebelwand mit Granitfenstergewänden, gerader Türstock mit Ohrung und Schlussstein, hohes Obergeschoss aus Fachwerk rundherum verschiefert, profilierte Traufe, Schiefersatteldach mit zwei Reihen stehender Dachgaupen. | 08958604 |
| Weitere Bilder                          | Zechenhaus (ohne Anbauten) und Schacht mit Förderturmfundamenten einer ehemaligen Bleiglanz-Fundgrube                                                                               | Zechenhausweg 6 (Karte)                                               | 18. Jahrhundert                             | Zeugnisse des Altbergbaus, mit ortsgeschichtlicher und technikgeschichtlicher Qualität. Ehemaliges Zechenhaus, seit 1951 Produktionsgebäude der Bockauer Spirituosenfabrik, im II. Weltkrieg Außenstelle des Reichsarbeiterdienstes: eingeschossiger Putzbau, Fenster und Türen verändert, mächtiges Mansardwalmdach mit langem Dachhecht und Schleppgaupen, Giebel verbrettert, Schacht unter modernem Schutzhaus tonnenlägig 100 m tief, Wasserspiegel bei 40 m, zur Wismutzeit Erzerkundungsschacht mit Förderturmfundamenten aus Beton. | 08958627 |